# أبو محمد الواسطي
عبد الله بن عبد المؤمن بن الوجيه هبة الله، نجم الدين أبو محمد الواسطي، ولد سنة (671هـ) بواسط، وقدم دمشق.
يعد المترجم له واحدا من أهم المقرئين، ومن أهم من أخذ القراءات وأقرأها، ولذلك أثنى عليه كثيرٌ من العلماء، وأقرأ في عدة بلدان.
قال عنه ابن الجزري: «الأستاذ العارف المحقق الثقة المشهور كان شيخ العراق في زمانه».
وقال ابن حجر: «وقد أثنى عليها البرهان الجعبري وهو أكبر منه وقال الذهبى أخذ عنه عني وأخذت عنه واقرأ الناس ببغداد وواسط والبصرة والبحرين وهرمز وجزيرة قيس ومكة والشام وغيرها من البلاد وكان تاجرا سفارا».
وقال عنه ابن الفوطي: «كان من القراء المجودين والأدباء البلغاء».
وفاته: توفي ببغداد في العشرين من شوال سنة (740هـ).

## سيرته
هو عبد الله بن عبد المؤمن بن الوجيه هبة الله نجم الدين أبو محمد الواسطي. ولد سنة (671هـ) بواسط، وقدم دمشق.

## طلبه للعلم
- من شيوخه: أحمد ومحمد ابني غزال بن مظفر، وأحمد بن أحمد بن المحروق، وعلي بن عبد الكريم.[5]
- من تلامذته: المجد إسماعيل بن يوسف الكفتي، والحسن بن محمد بن صالح النابلسي، وأحمد بن إبراهيم الطحان، وأبو المعالي بن اللبان.[6]

## أقوال العلماء عنه
- قال عنه ابن الجزري: «الأستاذ العارف المحقق الثقة المشهور كان شيخ العراق في زمانه».[2] وقال أيضًا: «وكان دينًا خيرًا صالحًا ضابطًا اعتنى بهذا الشأن أتم عناية وقرأ بما لم يقرأ به غيره في زمانه فلو قرئ عليه بما قرأ أو على صاحبه الشيخ علي الديواني الواسطي لاتصلت أكثر الكتب المنقطعة ولكن قصور الهمم أوجب العدم فلا قوة إلا بالله وليتهم لو أدركوا ما بقي من اليسير من ذلك قبل أن يطلبوه فلا يجدوه».[7]
- قال عنه ابن الفوطي: «كان من القراء المجودين والأدباء البلغاء».[4]
- قال ابن حجر: «وقد أثنى عليها البرهان الجعبري وهو أكبر منه وقال الذهبى أخذ عنه عني وأخذت عنه وأقرأ الناس ببغداد وواسط والبصرة والبحرين وهرمز وجزيرة قيس ومكة والشام وغيرها من البلاد وكان تاجرا سفارا».[3]

## مؤلفاته
- الكنز في القراءات العشر، وهو أجل كتبه، وقد طبعته مكتبة الثقافة الدينية، بتحقيق: د.خالد المشهداني، وهو في جزأين، ذكر فيه قراءات القراء العشرة.
- روضة الأزمار، وهو نظم لكتاب الإرشاد.
- تحفة الإخوان في مآرب القرآن.
- اللمعة الجلية في النحو.[8]

## وفاته
توفي ببغداد في العشرين من شوال سنة (740هـ).